# Abegweit Passage
Abegweit Passage är ett sund i provinserna Prince Edward Island och New Brunswick i Kanada. Det är den smalaste delen av Northumberland Strait mellan Prince Edward Island och kanadensiska fastlandet.